# Methaqualon
Methaqualon (IUPAC-naam: 2-methyl-3-o-tolyl-4-chinazolon) is een chemische stof die als geneesmiddel werd gebruikt, met name als slaapmiddel. Het is niet meer in de handel maar wordt illegaal gemaakt voor gebruik als verdovend middel.

## Historie
Methaqualon is een geneesmiddel dat voortkomt uit het onderzoek voor gebruik tegen malaria. Het is net als kinine een quinazolonverbinding. Het middel heeft echter geen werking bij malaria maar wel een remmende werking op het centraal zenuwstelsel. Dit effect kenmerkt zich door sedering. Deze sedering wordt versterkt door andere middelen die sedering kunnen veroorzaken zoals chloorpromazine, reserpine en barbituraten.
Methaqualon is wereldwijd in de handel geweest tussen het midden van de jaren zestig en begin jaren tachtig. Sinds het einde van de jaren tachtig is handel in methaqualon niet meer toegestaan in de meeste landen in de wereld. Het wordt nu beschouwd als illegaal.
Inmiddels zijn veel veiligere middelen voorhanden. In medisch handelen is daarom geen plaats meer voor methaqualon.

## Werking
Methaqualon werkt sederend. Daardoor werd het als slaapmiddel gebruikt. Mogelijk werd het ook gebruikt voor angstklachten. Het zou ook werkzaam zijn tegen hoest en pijn.
Difenhydramine (Benadryl) was een antihistaminicum dat gebruikt werd bij allergische hoest en was bekend vanwege de sederende bijwerking. In combinatie met methaqualon nam de sederende werking toe. Methaqualon werkte sterker en langer, wat wenselijk was bij het gebruik als slaapmiddel. Dit effect werd ook waargenomen wanneer methaqualon gebruikt werd in combinatie met alcohol.
Etodroxizine (Indunox) is ook een antihistaminicum met een sederende bijwerking. Net als difenhydramine werd het daarom gecombineerd met methaqualon.

## Gewenning en verslaving
Uit onderzoek is gebleken dat methaqualon bij toenemende dosering geen toenemend effect had. Tevens werd geconstateerd dat het plotseling staken van methaqualon leidde tot ernstige onthoudingsverschijnselen (vergelijkbaar met die van alcohol- en barbituraatgewenning). Tevens werd waargenomen dat er een behoefte was het gebruik voort te zetten en dat er een onvermogen bestond op eigen initiatief te staken. De conclusie was dan ook dat methaqualon moest beschouwd worden als een middel dat verslavend kan zijn.
De hoeveelheid waarbij overdosering een probleem wordt is afhankelijk van een aantal factoren zoals eerder gebruik. Schattingen variëren van 4 tot 40 tabletten. In ongeveer 5% van de gevallen leidt dit tot de dood, soms acuut. Omdat methaqualon snel wordt opgenomen in het bloed en snel verdeeld wordt over de lichaamsweefsels werkt het lichaam als een enorm reservoir. Overdosering is daarom moeilijk te behandelen. Er is geen specifiek antidotum.
Onder studenten in de Verenigde Staten was het een populair middel om tot rust te komen in drukke periodes. Dit werd aangeduid met "luding out". Omdat methaqualon vaak gebruikt werd in combinatie met alcohol was er een risico op "ongelukken" (overdosering).

## Chemische kenmerken
Methaqualon is een middel met een sterke structuurverwantschap en werking aan barbituraten. Het kan worden gemaakt uit antranilzuur.

## Buitenland
In het buitenland (met name de Angelsaksische landen) werd methaqualon in de handel gebracht als Quaalude®. In Duitsland werd het verkocht onder de naam Normi-Nox, in Spanje als Somnomed. In Nederland was het in de handel onder de merknamen Isonox®(combinatie met etodroxizine), Mandrax®(combinatie met difenhydramine), Metodril®(combinatie met difenhydramine) en Revonal®.

## Sociaal gebruik en bijnamen
Het middel werd ook recreatief gebruikt. Aan het eind van de jaren zestig en begin jaren zeventig was het gebruik van geneesmiddelen zonder toezicht sociaal geaccepteerd. Methaqualon had zodoende ook een groot aantal bijnamen zoals: "buttons", "love drug", "quads", "quay". Mandrax stond bekend als "mandies" en "mandrakes".
Omdat de tabletten vrij groot waren, stonden ze ook wel bekend als "disco biscuits", "love biscuits" of "gorilla biscuits" (de herkomst van de naam van de band Gorilla Biscuits).

## Misbruik
Methaqualon (Quaalude) is representatief voor een groep middelen die bekendstonden als Ludes. Het is een typisch voorbeeld van een downer (in tegenstelling tot een upper).
Hoewel de handel in methaqualon officieel is gestopt wordt het nog veel illegaal gemaakt, vooral in Afrika en Azië. Het is daar een populair middel onder verslaafden. Volgens de autoriteiten in Zuid-Afrika is methaqualon het meest gebruikte synthetische verdovend middel in omloop. Mandrax, marihuana en tabak werden gemengd en gerookt als witpyp.
Methaqualon is in verband gebracht met de dood van onder andere:
- Jimi Hendrix
- Anissa Jones
- Brian Jones
- Elvis Presley
- Freddie Prinze sr., de vader van Freddie Prinze jr.[4]

Het nummer Flakes op het album Sheik Yerbouti (1979) van Frank Zappa bevat de tekst: "Wanna buy some Mandies, Bob?". Dit zou een verwijzing zijn naar het Mandrax-gebruik van Bob Dylan.
Bill Cosby zou dit middel aan vrouwen gegeven hebben, om hen te sederen alvorens hen te misbruiken.

## Handelspreparaten
Methaqualon is gebruikt in een aantal handelspreparaten:
| Handelsnaam | Farmaceutische vorm | Methaqualon | Difenhydramine | Etodroxizine |
| ----------- | ------------------- | ----------- | -------------- | ------------ |
| Isonox      | tabletten           | 250 mg      | -              | 50 mg        |
|             | tabletten           | 400 mg      | -              | 75 mg        |
| Mandrax     | capsules, tabletten | 250 mg      | 25 mg          | -            |
| Metodril    | capsules, tabletten | 250 mg      | 25 mg          | -            |
|             | zetpillen           | 400 mg      | 40 mg          | -            |
| Revonal     | tabletten           | 200 mg      | -              | -            |

## Informatie
- Slapen met methaqualon; Geneesmiddelenbulletin: Slapen met methaqualon [dode link]; Jaargang 5 (1971); nr 13
- Methaqualone; Encyclopedia of Drugs and Addictive Substances; Barbara C. Bigelow; Gale (Cengage Learning); 2005; 5 delen - 900 blz; ISBN 9781414404448
- Effects of dixyrazine and methaqualone on the sleep pattern in normal man; A.-M. Risberg, J. Risberg, D. Elmqvist, D. H. Ingvar; European Journal of Clinical Pharmacology (1975), Volume 8, Issue 3-4, blz 227-231